# 김민호 (희극인)
김민호(1990년 12월 27일 ~ )는 대한민국의 희극 배우이다.

## 학력
- 영남공업고등학교 졸업
- 경일대학교 기계공학 중퇴

## 방송
- SBS 웃찾사-레전드 매치
  - 오빠가 너무해
  - 흔들렸던 우정
  - 유튜브 둘기TV
  - 유튜브 쓰리 콤보